# フラボキサンチン
フラボキサンチン(Flavoxanthin)は、金色がかった黄色の天然のキサントフィル色素である。様々な植物中に少量見られる。食品添加物としては、着色料として、E161aのE番号を持っている。